# Filip Holender
Filip Holender (ur. 27 lipca 1994 w Kragujevacu) – serbski piłkarz reprezentujący Węgry, grający na pozycji pomocnika w Partizanie Belgrad, do którego jest wypożyczony z FC Lugano.

## Kariera klubowa
Piłkę nożną zaczął trenować w wieku 7 lat w szkółce Fitnes Kragujevac, skąd trafił do Radničkiego Kragujevac, gdzie grał przez dwa lata. W 2009 roku został zawodnikiem Budapest Honvéd FC, a w lutym 2013 roku został włączony do pierwszej drużyny, w której zadebiutował 8 marca 2013 w wygranym 3:0 meczu z Paksi FC. W sezonie 2016/2017 zdobył z tym klubem mistrzostwo kraju. We wrześniu 2017 przedłużył kontrakt z klubem do czerwca 2019. W marcu 2019 podpisał dwuletni kontrakt z FC Lugano z możliwością przedłużenia o kolejny rok. W październiku 2020 został wypożyczony do Partizana Belgrad.

## Kariera reprezentacyjna
Był młodzieżowym reprezentantem Węgier (wystąpił w 4 spotkaniach kadry U-21). 18 listopada 2018 zadebiutował w dorosłej kadrze Węgier w wygranym 2:0 meczu Ligi Narodów z Finlandią.

## Życie osobiste
Syn koszykarza Dušana i Mirjany, ma siostrę Kseniję. Jest kibicem Crvenej zvezdy, a jego sportowym idolem jest Steven Gerrard. Jego dziadek był Węgrem.